# Key to the Highway
«Key to the Highway»  — блюзовий стандарт, який виконали та записали багато музикантів. Пісня була включена до Зали слави блюзу і Зали слави премії «Греммі».

## Оригінальна версія
Біг Білл Брунзі був серед найперших, хто популяризував пісню (найпершим її записав піаніст Чарлз Сегар у лютому 1940 року на лейблі Vocallion) і вважається її співавтором. Другу версію пісні у травні 1940 року записав губний гармоніст Джаз Гіллум під акомпанемент гітари Брунзі на лейблі Bluebird. Брунзі записав власну версію пісні 2 травня 1941 року в Чикаго на лейблі OKeh Records під акомпанемент Гіллума і Вошборда Сема.

## Інші версії
Пісню перезаписали багатьох виконавців, зокрема Брауні Макгі (1946), Джон Лі Гукер (1952), Літтл Волтер (вересень 1958), чий сингл посів 6-е місце в чарті R&B Singles, Джаз Гіллум для Blues by Jazz Gillum (1961), Брук Бентон (1961), Джиммі Візерспун за участі Бена Вебстера для Roots (1963), Дайна Вашингтон для Back to the Blues (1963), Джессі Фуллер (травень 1963) для Jesse Fuller's Favorites (1965), Едді Бойд (травень 1967) для Eddie Boyd and His Blues Band (1967), Джордж Сміт (1968) для Blues With a Feeling (A Tribute to Little Walter) (1969), Derek and the Dominos для Layla and Other Assorted Love Songs (1970), Фредді Кінг (жовтень 1970) для Getting Ready… (1971), Мадді Вотерс для The London Muddy Waters Sessions (1971), Джимі Гендрікс (червень 1972), Пепс Перссон і Джиммі Докінс для The Week Peps Came to Chicago (1972), Джуніор Веллс для On Tap (1974), Лютер Еллісон для Love Me Papa (1977), Ерік Клептон, Снукі Прайор для Snooky (1987), Кері і Леррі Белл (січень 1991) для Second Nature (2004), Джонні Джонсон для Johnnie B. Bad (1992), Б. Б. Кінг та Ерік Клептон для Riding with the King (2000), Біллі Бой Арнольд для Billy Boy Arnold Sings Big Bill Broonzy (2012).

## Визнання
У 2010 році версія пісні у виконанні Біг Білла Брунзі (1941, OKeh) була включена до Зали слави блюзу. У 2012 році пісня була включена до Зали слави премії «Греммі».